# Жежера Віталій Миколайович
Віта́лій Микола́йович Жеже́ра (24 вересня 1953, село Сулимівка Яготинського району Київської області, УРСР) — український журналіст, театрознавець. Заслужений журналіст України (1996). Член Спілки театральних діячів України (1993). Член Спілки журналістів України (1996).

## Біографічні відомості
1976 року закінчив Київський театральний інститут імені Карпенка-Карого. За фахом театрознавець.
Від листопада 1976 року до квітня 1977 року працював завідувачем літературної частини обласного драматичного театру в місті Могильов (Білорусь).
Від 1978 року працює в Києві. У 1978–1979 роках — молодший науковий працівник театрального музею УРСР. У 1979–1982 роках — інспектор Головного управління культури.
У 1982–1985 роках працював завідувачем літературної частини Київського молодіжного театру.
Від 1985 року журналіст у газетах:
- «Молода гвардія» (у 1985–1990 роках — кореспондент, завідувач відділу)
- «Голос України» (від 1990 року — завідувач відділу, від 1994 року — оглядач гуманітарного відділу)
- «Газета по-українськи» (колумніст)

Співпрацює з газетою «День», журналами «Театрально-концертний Київ», «Український театр».
Захоплюється книгами. Експерт номінації «Візитівка» рейтингу «Книжка року».
Брав участь у документальному циклі «Невідома Україна. Як судились колись в Україні» (1993) як сценарист та ведучий.
Володіє білоруською та російською мовами.

## Книги
- «Авторська колонка» (2007) — разом зі Світланою Пиркало, Андрієм Бондарем, Миколою Рябчуком
- «Скоморох, или Театр Игоря Афанасьева» (2008)
- «Господні комарики» (2011)

## Премії
- 1993 — премія Спілки театральних діячів України
- 1994 — премія «Київська пектораль»
- 1998 — Республіканська театральна премія імені Івана Котляревського